# Het menselijk nulpunt en andere verhalen
Het menselijk nulpunt en andere verhalen is een sciencefictionverhalenbundel uit  1975 samengesteld door Sam Moskoowitz en Roger Elwood.

## Korte verhalen
- Het menselijk nulpunt (The Human Zero, 1965) van Erle Stanley Gardner
- De man die de zee omploegde (The Man Who Ploughed the Sea, 1957) van Arthur C. Clarke
- Zichzelf (Itself, 1963) van A.E. van Vogt
- Het denkbeeldige (The Imaginary, 1942) van Isaac Asimov
- Relikwie uit de kosmos (Relic, 1947) van Eric Frank Russell
- Ik een raket (I, Rocket, 1944) van Ray Bradbury